# Feel Like Blowing My Horn
Feel Like Blowing My Horn — студійний альбом американського блюзового музиканта Рузвельта Сайкса, випущений 1973 року лейблом Delmark.

## Про альбом
Альбом записаний під час сесій, що відбулись 10 і 11 серпня 1970 року, на чиказький студії Sound Studios звукоінженером Стю Блеком. На них Сайкс грає разом з ансамблем, до якого увійшли гітарист Роберт Локвуд-молодший, басист Дейв Маєрс, барабанщик Фред Білоу, саксофоніст «Сакс» Моллард і трубач Кінг Колакс (останні двоє співпрацювали із Сайксом ще наприкінці 1930-х і 1940-х років); а в гурті Колакса свого часу грав молодий Джон Колтрейн. Гурт виконує 10 композицій, написаних самим Сайксом (Колакс грає лише на чотирьох з них). Спродюсував альбом Боб Кестер.
Вийшла платівка у 1973 році на лейблі Delmark. На перевиданні 1997 року на CD додано чотири бонусні композиції, що раніше не випускалися.

## Реакція критиків
Оглядач AllMusic Юджин Чедберн в своїй рецензії поставив Feel Like Blowing My Horn оцінку 4,5 з 5 відзначивши, що «ці легендарні виконавці навряд чи спочивають на лаврах; вони користуються нагодою, щоб створити справді гарну музику, розгойдуючий веселий дух Сайкса. Це один із найкращих записів на лейблі Delmark.

## Список композицій
Автор музики і слів Рузвельт Сайкс. 
| Сторона А | Сторона А                            | Сторона А  |
| #         | Назва                                | Тривалість |
| --------- | ------------------------------------ | ---------- |
| 1.        | «Feel Like Blowing My Horn»          | 2:58       |
| 2.        | «My Hamstring's Poppin'»             | 3:57       |
| 3.        | «I'm a Nut»                          | 3:00       |
| 4.        | «Blues Will Prank With Your Soul»    | 3:27       |
| 5.        | «Sykes' Gumboogie» (інструментальна) | 4:40       |

| Сторона В | Сторона В                | Сторона В  |
| #         | Назва                    | Тривалість |
| --------- | ------------------------ | ---------- |
| 1.        | «Rock-A-Bye Birdie»      | 3:09       |
| 2.        | «Moving Blues»           | 3:54       |
| 3.        | «All Days Are Good Days» | 2:41       |
| 4.        | «Eagle-Rock Me, Baby»    | 3:11       |
| 5.        | «Jubilee Time»           | 3:19       |

| Бонус-треки CD перевидання Delmark CD DS 632 (1997) | Бонус-треки CD перевидання Delmark CD DS 632 (1997) | Бонус-треки CD перевидання Delmark CD DS 632 (1997) |
| #                                                   | Назва                                               | Тривалість                                          |
| --------------------------------------------------- | --------------------------------------------------- | --------------------------------------------------- |
| 1.                                                  | «All Days Are Good Days» (альтернативний дубль)     | 3:11                                                |
| 2.                                                  | «Jubilee Time» (альтернативний дубль)               | 3:23                                                |
| 3.                                                  | «Don't Bat Your Eye»                                | 5:26                                                |
| 4.                                                  | «Love The One You're With»                          | 4:20                                                |

## Учасники запису
- Рузвельт Сайкс — вокал, фортепіано
- Отт «Сакс» Моллард — тенор-саксофон, кларнет
- Кінг Колакс — труба (А1, А5, В4, В5; б2)
- Роберт Локвуд-молодший — гітара
- Дейв Маєрс — бас-гітара
- Фред Білоу — ударні

Технічний персонал
- Роберт Г. Кестер — продюсер
- Стю Блек — інженер звукозапису
- Збігнєв Ястшебський — обкладинка
- Андре Суффро, Грег Робертс, Джим Брінсфілд — фотографія
- С'юзен Кестер — текст обкладинки